# Guerra de los Seis Días (2000)
La Guerra de los Seis Días (en francés: Guerre des Six Jours) fue una serie de enfrentamientos armados entre las fuerzas ugandesas y ruandesas alrededor de la ciudad de Kisangani en la República Democrática del Congo del 5 al 10 de junio de 2000. La guerra formó parte de la segunda guerra del Congo (1998-2003).
Kisangani también fue escenario de violencia entre las tropas ruandesas y ugandesas en agosto de 1999 y el 5 de mayo de 2000. Sin embargo, los conflictos de junio de 2000 fueron los más letales y gravemente dañados en gran parte de la ciudad, con más de 6.600 disparos.
Según Justice et Libération, una organización de derechos humanos con sede en Kisangani, la violencia resultó en alrededor de 1,000 muertes y heridos a por lo menos 3,000, la mayoría de los cuales eran civiles.
El conflicto se llama la «Guerra de los Seis Días» no solo por su duración literal de seis días sino también porque compartió las mismas fechas que la Guerra de los Seis Días entre Israel y los Estados árabes en 1967.